# Trithyris
Trithyris là một chi bướm đêm thuộc họ Crambidae.

## Các loài
- Trithyris aethiopicalis Ghesquière, 1942
- Trithyris flavifimbria Dognin, 1905
- Trithyris janualis Lederer, 1863